# Michael J. Saylor
Michael J. Saylor, né le 4 février 1965, est un entrepreneur et dirigeant d'entreprise américain. Il est président exécutif et cofondateur de MicroStrategy, une société qui fournit des services d'informatique décisionnelle, de logiciels mobiles et de services cloud. Saylor est directeur général de MicroStrategy de 1989 à 2022.
Il est l'auteur d'un livre sur les nouvelles technologies, qu'il publie en 2012. Il est l'unique administrateur de Saylor Academy, une école de formation gratuite en ligne. En 2016, Saylor détient 31 brevets d'invention et 9 demandes de brevets en cours d'examen.
Michael Saylor est aussi un maximaliste Bitcoin, investissant dans le secteur des cryptomonnaies.

## Biographie

### Jeunesse et études
Saylor né à Lincoln, dans le Nebraska, le 4 février 1965, et passe ses premières années dans diverses bases de l'armée de l'air à travers le monde, son père étant sergent-chef en chef de l'armée de l'air. Alors que Saylor a 11 ans, sa famille s'installe à Fairborn, près de la base aérienne Wright-Patterson,.
En 1983, il entre au MIT grâce à une bourse ROTC de l'Air Force,. Il rejoint la fraternité Theta Delta Chi, grâce à laquelle il rencontre celui qui sera son cofondateur de MicroStrategy: Sanju Bansal,. Il est diplômé du MIT en 1987, avec une double spécialisation, en aéronautique et astronautique, et en science, technologie et société.
Un problème de santé l'empêche de devenir pilote,, et à la place, il obtient un emploi dans une société de conseil, The Federal Group, Inc. en 1987, où il travaille sur la modélisation de simulation informatique pour une société d'intégration de logiciels. En 1988, Saylor devient consultant interne chez DuPont, où il développe des modèles informatiques pour aider l'entreprise à anticiper les changements sur ses marchés clés. Les simulations prévoient une récession sur plusieurs des principaux marchés de DuPont en 1990,.

### Fondation de MicroStrategy
Grâce aux fonds de DuPont, Saylor fonde MicroStrategy avec Sanju Bansal, rencontré au sein de sa fraternité au MIT. L'entreprise commence par le développement de logiciels d'exploration de données, puis se concentre sur les logiciels de business intelligence. En 1992, MicroStrategy remporte un contrat de 10 millions de dollars avec McDonald's pour développer des applications permettant d'analyser l'efficacité de ses promotions. Ce contrat lui fait comprendre qu'il pouvait créer un logiciel de business intelligence permettant aux entreprises d'utiliser leurs données pour obtenir des informations sur leurs activités,,,,.
Saylor introduit la société en bourse en juin 1998, avec une offre initiale d'actions de 4 millions d'actions au prix de 12 $ chacune. Le cours de l'action double dès le premier jour de cotation. Il possède plus de 39 521 unités de l'entreprise d'une valeur de plus de 14 482 075 $. Début 2000, la valeur nette de Saylor atteignait 7 milliards de dollars et le Washingtonian rapportait qu'il était l'homme le plus riche de la région de Washington DC.
En 1996, Saylor est nommé Entrepreneur de haute technologie de l'année par KPMG Washington,. En 1997, Ernst & Young nomme Saylor son Entrepreneur logiciel de l'année, et l'année suivante, le magazine Red Herring le reconnait comme l'un de ses 10 meilleurs entrepreneurs pour 1998. Saylor a également été présenté par le MIT Technology Review comme « Innovateur de moins de 35 ans » en 1999.
En mars 2000, la Securities and Exchange Commission (SEC) des États-Unis porte plainte contre Saylor et deux autres dirigeants de MicroStrategy pour avoir publié des rapports inexacts sur les résultats financiers des deux années précédentes. En décembre 2000, Saylor s'accorde avec la SEC sans admettre d'actes répréhensibles en payant 350 000 $ de pénalités et une restitution personnelle de 8,3 millions de dollars,,. À la suite du retraitement des résultats, la valeur des actions de la société diminue et la valeur nette de Saylor chute de 6 milliards de dollars,.
Dans une note de 3 000 mots adressée aux employés de MicroStrategy le 16 mars 2020, intitulée « Mes réflexions sur le COVID-19 », Saylor critique les mesures recommandées contre la maladie. Saylor refuse également de fermer les bureaux de MicroStrategy à moins de n'y être légalement tenu. Le contenu complet de la note est apparu sur Reddit pendant quelques minutes seulement et a été republié dans le Washington Business Journal,.

### Investissements dans le Bitcoin (2020)
Lors de la conférence téléphonique sur les résultats trimestriels de MicroStrategy en juillet 2020, Saylor annonce son intention pour MicroStrategy d'explorer l'achat de Bitcoin, d'or ainsi que d'autres actifs alternatifs au lieu de détenir des liquidités. Le mois suivant, MicroStrategy utilise 250 millions de dollars de son stock de liquidités pour acheter 21 454 Bitcoins.
MicroStrategy ajoute ensuite 175 millions de dollars de Bitcoin à ses avoirs en septembre 2020 et 50 millions de dollars supplémentaires début décembre 2020. Le 11 décembre 2020, MicroStrategy annonce avoir vendu 650 millions de dollars de billets convertibles de premier rang, s'endettant pour porter ses avoirs en Bitcoin à plus d'un milliard de dollars. Le 21 décembre 2020, MicroStrategy annonce que ses avoirs totaux comprenaient 70 470 bitcoins achetés pour 1,125 milliard de dollars à un prix moyen de 15 964 dollars par bitcoin. Au 24 février 2021, les avoirs comprennent 90 531 bitcoins acquis pour 2,171 milliards de dollars à un prix moyen de 23 985 dollars par bitcoin. Saylor, qui contrôle 70 % des actions de MicroStrategy, rejette les inquiétudes des observateurs selon lesquelles cette décision transformerait MicroStrategy en une société d'investissement Bitcoin ou en un ETF.
En octobre 2020, Saylor révèle qu'il détenait personnellement 17 732 bitcoins à un prix d'achat moyen de 9 882 $. En octobre 2021, il n’a vendu aucun bitcoin.
Entre le 1er octobre et le 29 novembre 2021, MicroStrategy achète 7 002 bitcoins pour environ 414,4 millions de dollars, à un prix d'achat moyen de 59 187 dollars, portant son avoir total à 121 044 bitcoins,.
En avril 2023, Microstrategy achète 140 000 bitcoins pour un prix moyen de 29 803 $.
En août 2022, Saylor démissionne de son poste de PDG, restant président exécutif, pour se concentrer davantage sur le bitcoin.

### Président exécutif de Microstrategy (2022)
Le 8 août 2022, Saylor démissionne de son poste de PDG et reste président exécutif de MicroStrategy. Phong Le, président de l'entreprise, lui succède au poste de PDG. Saylor déclare dans un communiqué de presse : « En tant que président exécutif, je pourrai me concentrer davantage sur notre stratégie d'acquisition de Bitcoin et les initiatives de promotion du Bitcoin associées, tandis que Phong sera habilité en tant que PDG à gérer l'ensemble des opérations de l'entreprise ».
Le 31 août 2022, le procureur général du district de Columbia poursuit Saylor pour fraude fiscale, l'accusant d'avoir évité illégalement plus de 25 millions de dollars d'impôts à Washington en se faisant passer pour un résident d'autres juridictions. MicroStrategy est accusé d'avoir collaboré avec Saylor pour faciliter son évasion fiscale en déclarant de manière erronée son adresse résidentielle aux autorités fiscales locales et fédérales et en omettant de retenir les impôts de Washington DC. Saylor publie une déclaration disant: « Je suis respectueusement en désaccord avec la position du District de Columbia et j'attends avec impatience une résolution équitable devant les tribunaux. ».

## Autres projets

### Publication deThe Mobile Wave
En juin 2012, Saylor publie The Mobile Wave: How Mobile Intelligence Will Change Everything, publié par Perseus Books, qui analyse les tendances de la technologie mobile et leur impact futur sur le commerce, les soins de santé, l'éducation et le monde en développement. Le livre apparait sur la liste des meilleures ventes du New York Times, où il est classé septième dans les livres non-fictionnels à couverture rigide en août 2012, et est classé numéro cinq dans les livres commerciaux à couverture rigide sur la liste des meilleures ventes du Wall Street Journal en Juillet 2012.

### Académie Saylor
En 1999, Saylor créé la Saylor Foundation, dont il est l'unique administrateur. Elle sera renommée Saylor Academy. Saylor.org est lancé en 2008 en tant qu'initiative d'éducation gratuite de la Fondation Saylor.